# 赤羽根バイパス (岩手県)
赤羽根バイパス（あかばねバイパス）は、岩手県気仙郡住田町から遠野市に至る国道340号のバイパス道路である。

## 概要

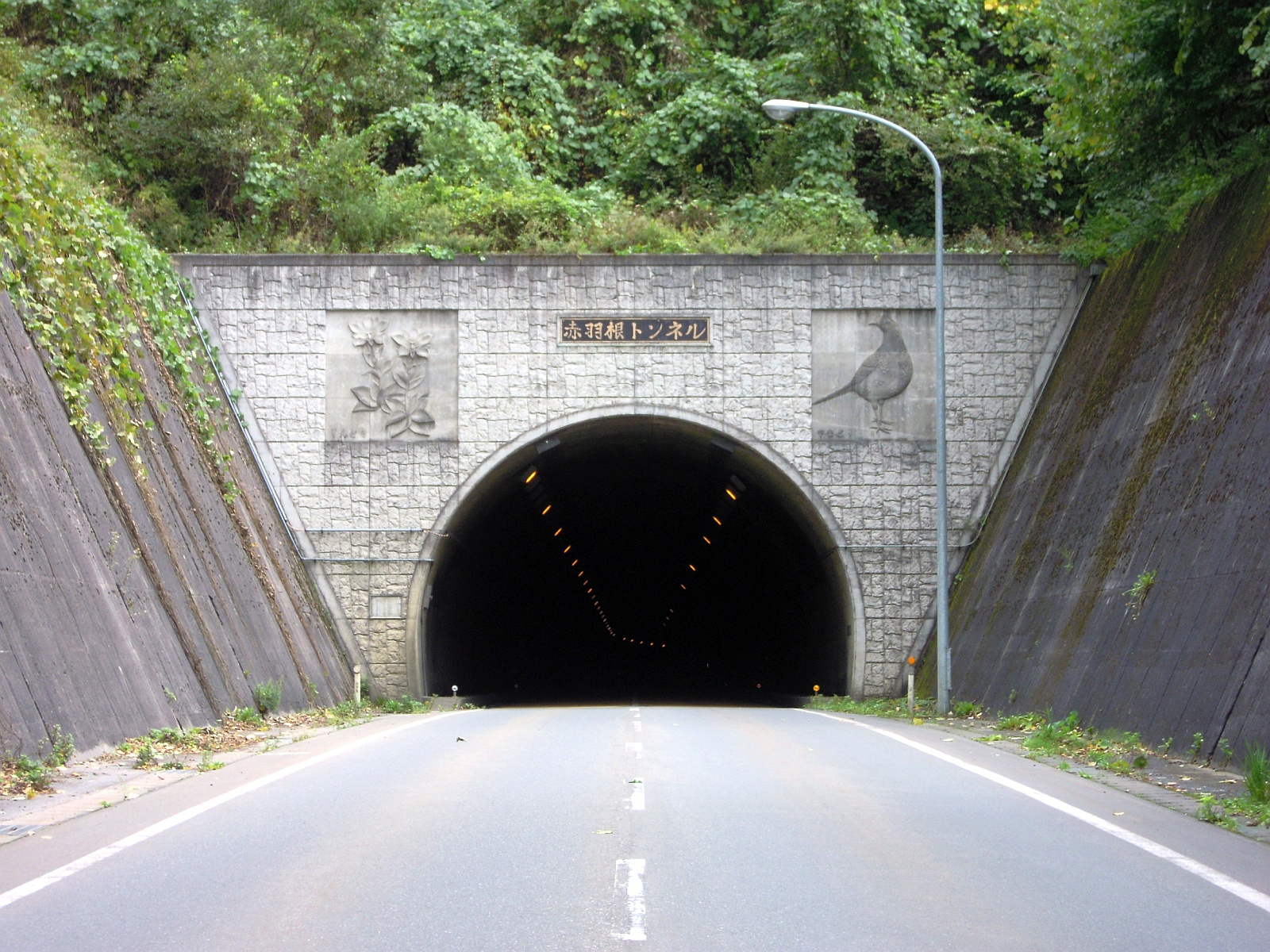
赤羽根トンネルの遠野市側坑口。坑口の左右にあるレリーフは、遠野市の花であるリンドウ（向かって左側。なお、2005年の合併以前の市の花。合併後はヤマユリ）と遠野市の鳥であるヤマドリ（向かって右側）。

国道340号赤羽根峠区間における急勾配・急カーブ・幅員狭小箇所解消のため、延長2 kmの赤羽根トンネルを含む片側1車線の新道を1993年に開通（旧道は住田町道および遠野市道に格下げ）。これにより内陸と沿岸南部との利便性が大幅に向上した。

### 路線データ
- 起点：気仙郡住田町上有住字上家
- 終点：遠野市上郷町平倉字赤羽根

## 地理

### 通過する自治体
- 岩手県
  - 気仙郡住田町 - 遠野市